# Zlatý glóbus za nejlepší ženský herecký výkon (drama)
Zlatý glóbus za nejlepší herečku v dramatu uděluje Asociace zahraničních novinářů v Hollywoodu (angl. Hollywood Foreign Press Association zkratka HFPA) na slavnostním ceremoniálu Zlatých glóbů. Původní kategorie nesla název Nejlepší herečka a udělovala se od roku 1943. V roce 1950 se pravidla změnila a vznikly kategorie dvě – Nejlepší herečka v dramatu a Nejlepší herečka v komedii / muzikálu.

Tři Glóby v teto kategorii získaly Ingrid Bergmanová, Jane Fondová a Meryl Streepová. Dva roky za sebou získalo cenu celkem pět hereček – Ingrid Bergmanová, Rosalind Russellová, Geraldine Page, Jane Fondová a Meryl Streepová. Na udílení Glóbů v roce 1989 byly vítězky dokonce tři – Jodie Fosterová za film Znásilnění, Shirley MacLaine za výkon ve snímku Madame Sousatzká a Sigourney Weaver za Gorily v mlze.

Následující seznam obsahuje jména vítězných hereček a filmů, za které byly oceněné. Rok u jména znamená rok vzniku filmu; nikoliv rok, kdy se konal slavnostní ceremoniál. Má-li film český distribuční název, je uveden pod ním.

## Vítězové

### 1943–1950
- 1943: Jennifer Jonesová – The Song of Bernadette
- 1944: Ingrid Bergmanová – Plynové lampy
- 1945: Ingrid Bergmanová – Zvony od svaté Marie
- 1946: Rosalind Russellová – Sister Kenny
- 1947: Rosalind Russellová – Mourning Becomes Electra
- 1948: Jane Wymanová – Johnny Belinda
- 1949: Olivia de Havilland – Dědička
- 1950: Gloria Swansonová – Sunset Blvd.

### 1951–1960
- 1951: Jane Wymanová – The Blue Veil
- 1952: Shirley Boothová – Vrať se, Sábinko
- 1953: Audrey Hepburnová – Prázdniny v Římě
- 1954: Grace Kelly – Děvče z venkova
- 1955: Anna Magnani – The Rose Tattoo
- 1956: Ingrid Bergmanová – Anastázie
- 1957: Joanne Woodwardová – Tři tváře Evy
- 1958: Susan Haywardová – Chci žít!
- 1959: Elizabeth Taylorová – Suddenly, Last Summer
- 1960: Greer Garsonová – Sunrise At Campobello

### 1961–1970
- 1961: Geraldine Page – Summer and Smoke
- 1962: Geraldine Page – Sladký pták mládí
- 1963: Leslie Caronová – Pokoj ve tvaru L
- 1964: Anne Bancroftová – The Pumpkin Eater
- 1965: Samantha Eggarová – Sběratel
- 1966: Anouk Aimée –  Muž a žena
- 1967: Edith Evansová – The Whisperers
- 1968: Joanne Woodwardová – Rachel, Rachel
- 1969: Geneviève Bujold – Tisíc dnů s Annou
- 1970: Ali MacGrawová – Love Story

### 1971–1980
- 1971: Jane Fondová – Klute
- 1972: Liv Ullmannová – Vystěhovalci
- 1973: Marsha Masonová – Propustka do půlnoci
- 1974: Gena Rowlands – Žena pod vlivem
- 1975: Louise Fletcherová – Přelet nad kukaččím hnízdem
- 1976: Faye Dunawayová – Network
- 1977: Jane Fondová – Julie
- 1978: Jane Fondová – Návrat domů
- 1979: Sally Fieldová – Norma Rae
- 1980: Mary Tylerová Mooreová – Obyčejní lidé

### 1981–1990
- 1981: Meryl Streepová – Francouzova milenka
- 1982: Meryl Streepová – Sophiina volba
- 1983: Shirley MacLaine – Cena za něžnost
- 1984: Sally Fieldová – Místa v srdci
- 1985: Whoopi Goldbergová –  Purpurová barva
- 1986: Marlee Matlinová – Bohem zapomenuté děti
- 1987: Sally Kirklandová – Anna
- 1988: Jodie Fosterová – Znásilnění, Shirley MacLaine – Madame Sousatzká a Sigourney Weaver –  Gorily v mlze
- 1989: Michelle Pfeifferová – Báječní Bakerovi hoši
- 1990: Kathy Batesová – Misery nechce zemřít

### 1991–2000
- 1991: Jodie Fosterová – Mlčení jehňátek
- 1992: Emma Thompsonová – Rodinné sídlo
- 1993: Holly Hunter – Piano
- 1994: Jessica Lange – Operace Blue Sky
- 1995: Sharon Stoneová – Casino
- 1996: Brenda Blethynová – Tajnosti a lži
- 1997: Judi Denchová – Paní Brownová
- 1998: Cate Blanchettová – Královna Alžběta
- 1999: Hilary Swanková – Kluci nepláčou
- 2000: Julia Robertsová – Erin Brockovich

### 2001–2010
- 2001: Sissy Spacek – V ložnici
- 2002: Nicole Kidmanová – Hodiny
- 2003: Charlize Theronová – Zrůda
- 2004: Hilary Swanková – Million Dollar Baby
- 2005: Felicity Huffmanová – Transamerika
- 2006: Helen Mirrenová – Královna
- 2007: Julie Christie – Daleko od ní
- 2008: Kate Winsletová – Nouzový východ
- 2009: Sandra Bullock – Zrození šampióna
- 2010: Natalie Portmanová – Černá labuť

### 2011–2020
- 2011: Meryl Streepová – Železná lady
- 2012: Jessica Chastainová – 30 minut po půlnoci
- 2013: Cate Blanchettová – Jasmíniny slzy
- 2014: Julianne Moore – Pořád jsem to já
- 2015: Brie Larson – Room
- 2016: Isabelle Huppertová – Elle
- 2017: Frances McDormandová – Tři billboardy kousek za Ebbingem
- 2018: Glenn Close – Žena
- 2019: Renée Zellweger – Judy
- 2020: Andra Day – The United States vs. Billie Holiday

### 2021–2030
- 2021: Nicole Kidmanová – Ricardovi
- 2022: Cate Blanchettová – Tár
- 2023: Lily Gladstone – Zabijáci rozkvetlého měsíce
- 2024: Fernanda Torres – Ainda Estou Aqui